# جمعیت نسوان وطنخواه

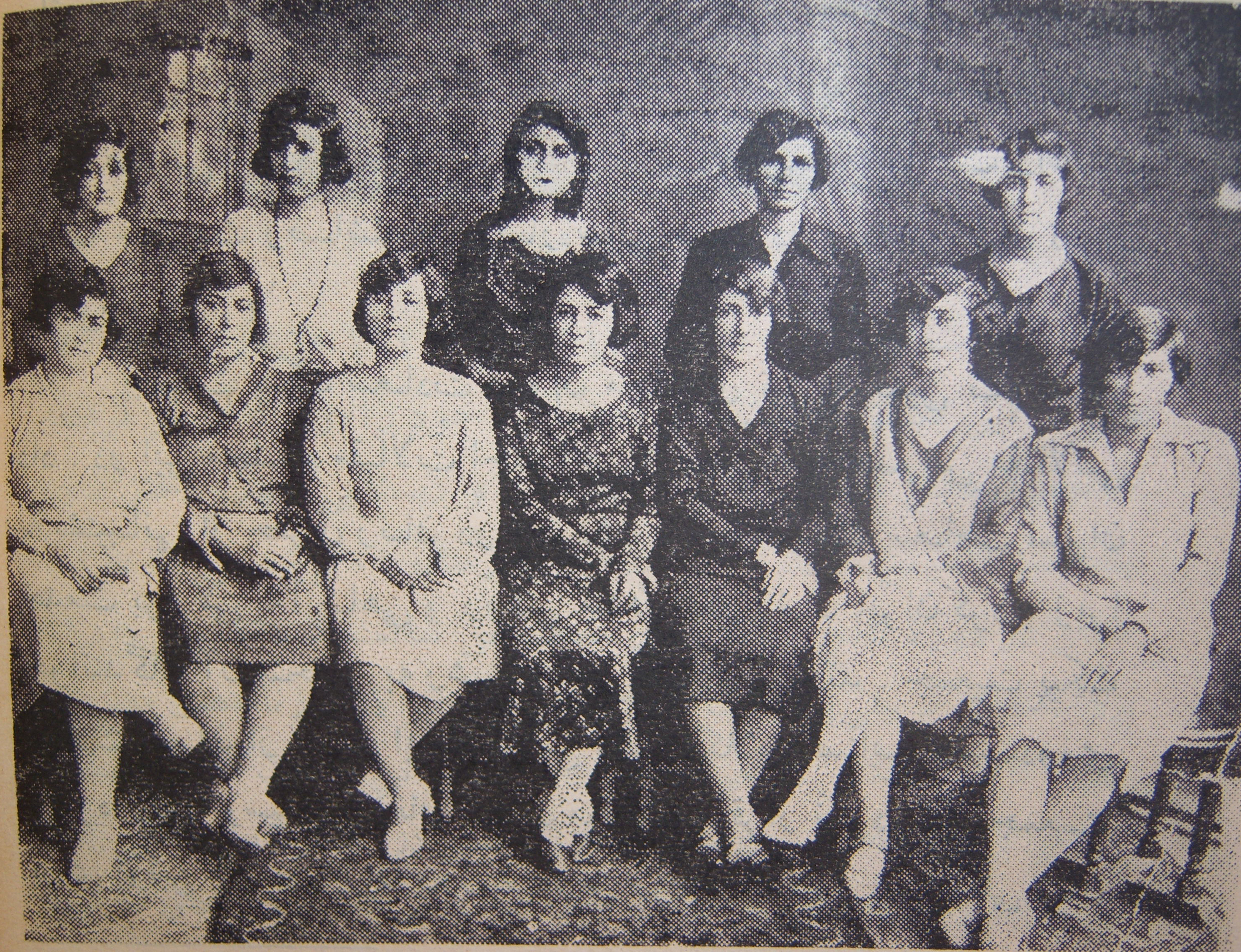
هیئت مدیره جمعیت نسوان وطنخواهنشسته از چپ به راست: فخرآفاق پارسا، ملوک اسکندری، کبری چنانی، مستوره افشار، نصرت مشیری، صفیه اسکندری، عصمت‌الملوک شریفی. ایستاده: مهرانگیز اسکندری، بانو چنانی، هائیده افشار، عباسه پایور، قدسیه مشیری.

جمعیت نسوان وطنخواه (فعالیت از ۱۳۰۱ تا ۱۳۱۲ش/ ۱۹۲۲–۱۹۳۳) یکی از سازمان‌های شناخته شدهٔ زنان در تهران بود که در سال ۱۳۰۱ توسط تعدادی از زنان روشنفکر ایرانی، به اهتمام محترم اسکندری تشکیل شد. هدف جمعیت نسوان وطنخواه، ترویج حقوق زنان و بهبود شرایط دختران بود. این سازمان نشریه نسوان وطنخواه را منتشر می‌کرد و فعالیت‌هایی مانند برگزاری کلاس‌های تحصیلی دختران و اکابر، تأسیس بیمارستان برای زنان فقیر، برگزاری جلسات سخنرانی و راهپیمایی داشت و نمایشی به نام آدم و حوا اجرا کرد. این جمعیت میزبان دومین کنگره نسوان شرق در سال ۱۳۱۱ در ایران بود.
جمعیت نسوان وطنخواه آخرین انجمن زنانی بود که در دورهٔ سرکوب نشریات و احزابِ کشور به‌دست رضاشاه، در سال ۱۳۱۲ بسته شد.

## پیشینه و تأسیس
در دوره جنبش مشروطه انجمن‌های سری و نیمه‌سری زیادی در ایران به وجود آمدند. در این دوران انجمن‌های زنان نیز به‌طور مخفیانه شکل گرفتند که در جنبش مشروطه شرکت می‌کردند.
بعداً، در سال‌های پس از تشکیل مجلس و جنگ جهانی دوم سازمان‌هایی تأسیس شدند که به حقوق زنان می‌پرداختند و جنبش زنان ایران را شکل دادند. جمعیت نسوان وطنخواه یکی از این سازمان‌ها بود.
جمعیت نسوان وطنخواه در سال ۱۳۰۱ توسط تعدادی از زنان روشنفکر ایرانی به اهتمام محترم اسکندری تشکیل شد و تعداد قابل ملاحظه‌ای از اعضای آن گرایش‌های چپ داشتند.* ناامیدی از دستاوردهای انقلاب مشروطه برای زنان، محترم اسکندری و اعضای دیگر را به بنیان‌گذاری جمعیتی برای زنان سوق داد.

## اهداف
اهداف جمعیت نسوان وطنخواه ایران، آموزش دختران، گسترش صنایع ملی، تحصیل زنان بزرگسال (برگزاری کلاس‌های اکابر)، حمایت از دختران بی‌سرپرست و تأسیس بیمارستان برای زنان فقیر، به دست آوردن حقوق زنان، رفع حجاب و ترویج کالاهای ایرانی بود. برای مثال، یکی از شعارهای این جمعیت «پوشیدن لباس وطنی» بود. نشریه نسوان وطنخواه نیز دربارهٔ حقوق زنان، خطرهای ازدواج زودهنگام دختران، آموزش و تحصیل زنان، اصلاحات اجتماعی و ادبیات منتشر می‌شد. محترم اسکندری سازمان‌دهندهٔ اصلی این جمعیت و نخستین رئیس آن بود. سخنرانی‌های او در حمایت از تحصیل زنان و علیه حجاب بود و راهپیمایی‌های اعضای جمعیت را برنامه‌ریزی می‌کرد.

## اعضا و حامیان
اعضای جمعیت نسوان وطنخواه عبارت بودند از: نخستین رئیس انجمن، محترم اسکندری، و پس از مرگ او، مستوره افشار. نایب رئیس ملوک اسکندری (که صاحب امتیاز مجله نسوان وطنخواه نیز بود)، منشی اول و از نویسندگان باقدرت مجله نورالهدی منگنه، معلم کلاس اکابر نصرت مشیری، منشی دوم خانم شریفی، بازرس عباسه پایور، بازرس ملکه ابوالفتح‌زاده، دیگر اعضای هیئت مدیره: صفیه اسکندری، طوبی بقائی، عفت‌الملوک و نظم‌الملوک خواجه‌نوری، فخرعظمی ارغون، هایده مقبل، توران افشار، اخترالسلطنه سیادت، آصف‌الملوک، اخترالسلطنه فروهر، عشرت‌الزمان آصف و …
دفتر حسابرسی سال ۱۳۰۵ جمعیت نشان می‌دهد جمعیت در این زمان ۷۴ عضو داشته‌است که حق عضویت ۳۰۲ تومانی خود را به‌طور کامل پرداخت کرده‌اند.
مردانی چون سعید نفیسی، رضازاده شفق، میرزاده عشقی و ابراهیم خواجه‌نوری نیز از فعالیت‌های این سازمان حمایت می‌کردند. گروهی از اعضای جوان و کمونیست جمعیت نسوان وطنخواه نیز سازمان بیداری زنان را در سال ۱۳۰۲ تشکیل دادند.

## فعالیت‌ها

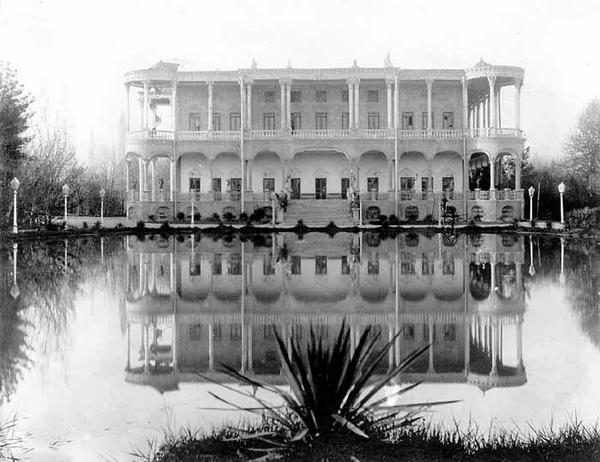
پارک اتابک، محل اجرای نمایش آدم و حوا

جمعیت نسوان وطنخواه نمایشنامهٔ «آدم و حوا» با محوریت «آزادی زنان» را که نخستین تئاتر زنان در ایران بود با همکاری میرزاده عشقی نوشتند و آن را در پارک اتابک اجرا کردند. پنج هزار زن از جمله، تعدادی از زنان اروپایی به تماشای آن آمدند و چهارصد تومان جمع شد. اما سپس به دلیل مخالفت شدید روحانیان تهران اجرای آن ممنوع شد. نسوان وطنخواه با اجرای این برنامه و درآمد حاصل از فروش بلیط آن مخارج کلاس‌های اکابر برای زنان را تأمین کرد.
مخالفت با کروک درشکه‌های مسافربری از دیگر اقدامات جمعیت بود. طبق قانون، زمانی که زنی ولو با محارم خود سوار درشکه بود، باید سایبان چرمی درشکه انداخته می‌شد تا امکان دیدن زن از بیرون درشکه وجود نداشته باشد. اعتراض جمعیت به کنترل بیشتر زنان و سخت شدن استفاده از فضای عمومی برای زنان بود.
تربیت زنان و لزوم آموزش در همه عرصه‌هایی که وظایف اصلی زنان محسوب می‌شد، از مهم‌ترین فعالیت‌های زنان این جمعیت بود -چهار ماده از ۱۱ ماده مرام‌نامه جمعیت نسوان بر لزوم آموزش زنان و افتتاح مدرسه دلالت می‌کرد - اولین اقدام عملی آن‌ها هم تأسیس مدرسه اکابر برای زنان بی‌سواد بود، فعالیت تمام زنان در این مدرسه، داوطلبانه بود و ۲۸ شاگرد به صورت رایگان و چند نفر با شهریه تحصیل می‌کردند.
در یکی از راهپیمایی‌ها، جمعیت نسوان وطن‌خواه جزوه‌هایی زن‌ستیز به نام مکر زنان را که توسط برخی مرتجعین نوشته و توزیع شده بود، از تمام مناطق شهر خریده و در میدان توپخانه به آتش کشیدند. آنان با این عمل نمادین، مبارزهٔ خود را با خرافات اعلام کردند. به همین دلیل بسیاری از آنان، از جمله محترم اسکندری بازداشت شدند و خانهٔ وی مورد حمله مذهبیان قرار گرفت و غارت شده، به آتش کشیده شد. علی‌رغم این شرایط، او برگزاری کلاس‌های سواد آموزی را ادامه داد. همچنین، اعضای جمعیت در دادگاه مرد نویسنده‌ای که به دلیل نوشتن علیه حجاب محاکمه می‌شد شرکت کردند.
پس از مرگ محترم اسکندری، مستوره افشار (۱۲۵۹–۱۳۲۴) که از اعضای اولیه جمعیت بود در سال ۱۳۰۳ برای ریاست انجمن انتخاب شد. این انجمن در سال ۱۳۱۱ میزبان دومین کنگره نسوان شرق بود. کنگره نسوان شرق، همایش زنانِ کشورهای عربی و آسیایی بود که ابتدا از ائتلاف و ادغام انجمن‌های محلی زنان در کشورهای عربی تشکیل شد. به تدریج سازمان‌هایی از کشورهای دیگر مانند هندوستان نیز به آن اضافه شدند.

### نشریه نسوان وطنخواه
نشریه نسوان وطنخواه ارگان رسمی جمعیت نسوان وطنخواه بود و دربارهٔ حقوق زنان، خطرهای ازدواج زودهنگام دختران، آموزش زنان، اصلاحات اجتماعی و ادبیات منتشر می‌شد. این نشریه توسط محترم اسکندری و صاحب امتیازی ملوک اسکندری در یازده شماره و در طول سه سال (از ۱۳۰۲ تا ۱۳۰۵) چاپ شد.
این نشریه با همکاری تعدادی از زنان نوشته می‌شد. اهمیت جمعیت نسوان وطنخواه و نشریه آن، زنان بسیاری را به این نشریه جذب کرد. صدیقه دولت‌آبادی و فخرآفاق پارسا نیز پس از بسته شدن نشریه‌هایشان به همکاری این مجله پرداختند. یکی از بخش‌های نشریه به سیاست و بخش دیگری به مذهب اختصاص داشت و سایر مطالب نشریه دربارهٔ اصلاحات اجتماعی، حقوق زنان، تحصیل دختران، شعر و ادبیات بود. با مرگ زودهنگام محترم اسکندری، جمعیت مشوّق خود را از دست داد و انتشار نشریه را متوقف کرد.

## بسته شدن
جمعیت نسوان وطن‌خواه تا سال ۱۳۱۲ فعال بود. در این زمان رضاشاه اقدام به سرکوب، توقیف و بستن نشریات و انجمن‌های مستقل دموکراسی‌خواه و چپ‌گرا کرده بود و کنترل حکومتی بر مطبوعات افزایش یافت. سازمان‌های زنان نیز از این قاعده مستثنا نبودند و طبیعت خودجوش جنبش زنان به سمت کنترل دولتی می‌رفت. چنان‌که دو تن از اعضای جمعیت پیک سعادت نسوان در رشت دستگیر شدند، سازمان بیداری زنان بسته شد، جامعه زنان قزوین بسته شد و اعضای آن به اتهام داشتن عقاید کمونیستی زندانی شدند، همچنین نشریات زنانه غیر کمونیستی مانند نامه بانوان نیز بسته شدند و مؤسس آن، شهناز آزاد زندانی شد و روزنامه پرخواننده جهان زنان بسته شد. جمعیت نسوان وطنخواه نیز پیش چشم نیروهای نظمیه با تحریک و جلب عده‌ای از متعصبان سنگ‌باران شد و نشریات آن به آتش کشیده شد. موضع‌گیری سخنران‌های جمعیت در کنگره نسوان شرق و اختلافات دربارهٔ مسئله چگونگی مواجهه با رضاشاه و مسئله حجاب نیز در این باره مؤثر بود. چند سال بعد تعدادی از اعضای جمعیت که تمایل داشتند فعالیت‌های اجتماعی خود را ادامه دهند به کانون بانوان که توسط دولت تشکیل شد پیوستند.